# Type-054 (Jiangkai-klass)

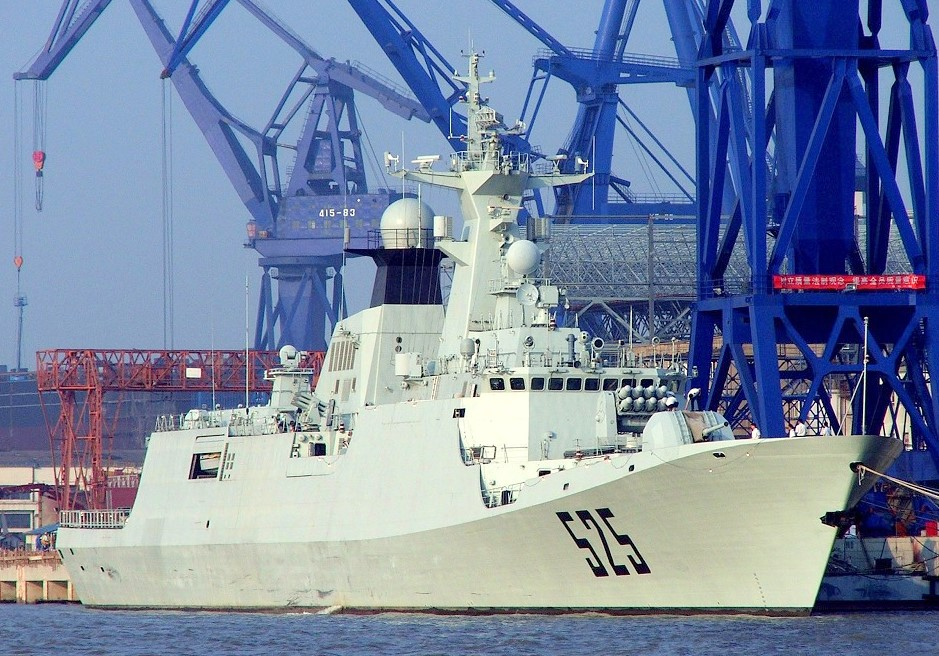
Type-054 (Jiangkai-klass)

Type 054 är beteckningen på Kinas senaste fregatt (Natonamn Jaingkai). Bygget på det första fartyget i klassen påbörjades 2002. 2005 hade två fartyg tagits i tjänst i den kinesiska flottan (PLAN, People liberation army navy). 2005 påbörjades även bygget på en uppdaterad version av klassen och i mitten av 2007 fanns sex fartyg klara för tjänst.